# Liste der Monuments historiques in Longlaville
Die Liste der Monuments historiques in Longlaville führt die Monuments historiques in der französischen Gemeinde Longlaville auf.

## Liste der Objekte
| Bezeichnung                                  | Beschreibung                              | Standort                                           | Kennzeichnung | Schutzstatus | Datum | Bild           |
| -------------------------------------------- | ----------------------------------------- | -------------------------------------------------- | ------------- | ------------ | ----- | -------------- |
| 27 Bleiglasfenster Lothringer Stahlindustrie | Ensemble aus PM54001149 bis PM54001156    | im ehemaligen Bureau des Aciéries de Longwy (Lage) | PM54000496    | Classé       | 1988  | weitere Bilder |
| Vier Bleiglasfenster Rauchwolken             | 1928 angefertigt, Entwurf Louis Majorelle | im ehemaligen Bureau des Aciéries de Longwy (Lage) | PM54001149    | Classé       | 1988  |                |
| Drei Bleiglasfenster Ansicht des Stahlwerks  | 1928 angefertigt, Entwurf Louis Majorelle | im ehemaligen Bureau des Aciéries de Longwy (Lage) | PM54001150    | Classé       | 1988  |                |
| Zwei Bleiglasfenster Walzwerk                | 1928 angefertigt, Entwurf Louis Majorelle | im ehemaligen Bureau des Aciéries de Longwy (Lage) | PM54001151    | Classé       | 1988  |                |
| Drei Bleiglasfenster Rohstahltransport       | 1928 angefertigt, Entwurf Louis Majorelle | im ehemaligen Bureau des Aciéries de Longwy (Lage) | PM54001152    | Classé       | 1988  |                |
| Zwei Bleiglasfenster Stahlguss               | 1928 angefertigt, Entwurf Louis Majorelle | im ehemaligen Bureau des Aciéries de Longwy (Lage) | PM54001153    | Classé       | 1988  |                |
| Vier Bleiglasfenster Ansicht des Stahlwerks  | 1928 angefertigt, Entwurf Louis Majorelle | im ehemaligen Bureau des Aciéries de Longwy (Lage) | PM54001154    | Classé       | 1988  |                |
| Drei Bleiglasfenster Abstich eines Hochofens | 1928 angefertigt, Entwurf Louis Majorelle | im ehemaligen Bureau des Aciéries de Longwy (Lage) | PM54001155    | Classé       | 1988  |                |
| Sechs Bleiglasfenster Rauchwolken            | 1928 angefertigt, Entwurf Louis Majorelle | im ehemaligen Bureau des Aciéries de Longwy (Lage) | PM54001156    | Classé       | 1988  |                |